# Carl Wagner
Carl Wagner o Charles Wagner (1799–1841) fue un orfebre alemán establecido en Francia. 

## Biografía
Nació y estudió en Berlín, pero en 1830 se estableció en París, donde patentó una nueva técnica de nielado y fundó una empresa de platería, Mention & Wagner. Se encargó principalmente de la elaboración de joyas, pero también cofres, jarrones y otros objetos nielados. Fue favorecido por el rey Luis Felipe, quien le hizo algunos encargos. Fue uno de los impulsores del estilo neorrenacentista y su obra influyó en numerosos orfebres franceses, como François-Désiré Froment-Meurice, Lucien Falize y Antoine Vechte.